# Saint-Loup-de-Naud
Saint-Loup-de-Naud ist eine französische Gemeinde mit 859 Einwohnern (Stand: 1. Januar 2022) im Département Seine-et-Marne in der Region Île-de-France. Sie gehört zum Arrondissement Provins und zum Kanton Provins. 

## Geographie
Saint-Loup-de-Naud liegt etwa 73 Kilometer ostsüdöstlich von Paris. Umgeben wird Saint-Loup-de-Naud von den Nachbargemeinden Vulaines-lès-Provins im Norden, Sainte-Colombe im Osten, Longueville im Süden und Südosten, Savins im Süden, Lizines im Westen und Südwesten, Maison-Rouge im Westen sowie La Chapelle-Saint-Sulpice im Nordwesten.

## Bevölkerungsentwicklung
| Jahr                      | 1962 | 1968 | 1975 | 1982 | 1990 | 1999 | 2006 | 2013 |
| Einwohner                 | 778  | 721  | 670  | 669  | 806  | 855  | 883  | 887  |
| Quelle: Cassini und INSEE |      |      |      |      |      |      |      |      |

## Sehenswürdigkeiten
Siehe auch: Liste der Monuments historiques in Saint-Loup-de-Naud
- Kirche Saint-Loup aus dem 11./12. Jahrhundert, seit 1846 Monument historique
- Turm des Großen Hauses, Reste der früheren Priorei

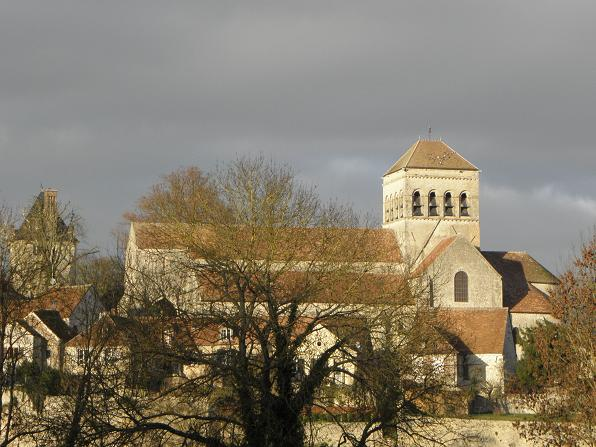
Kirche Saint-Loup
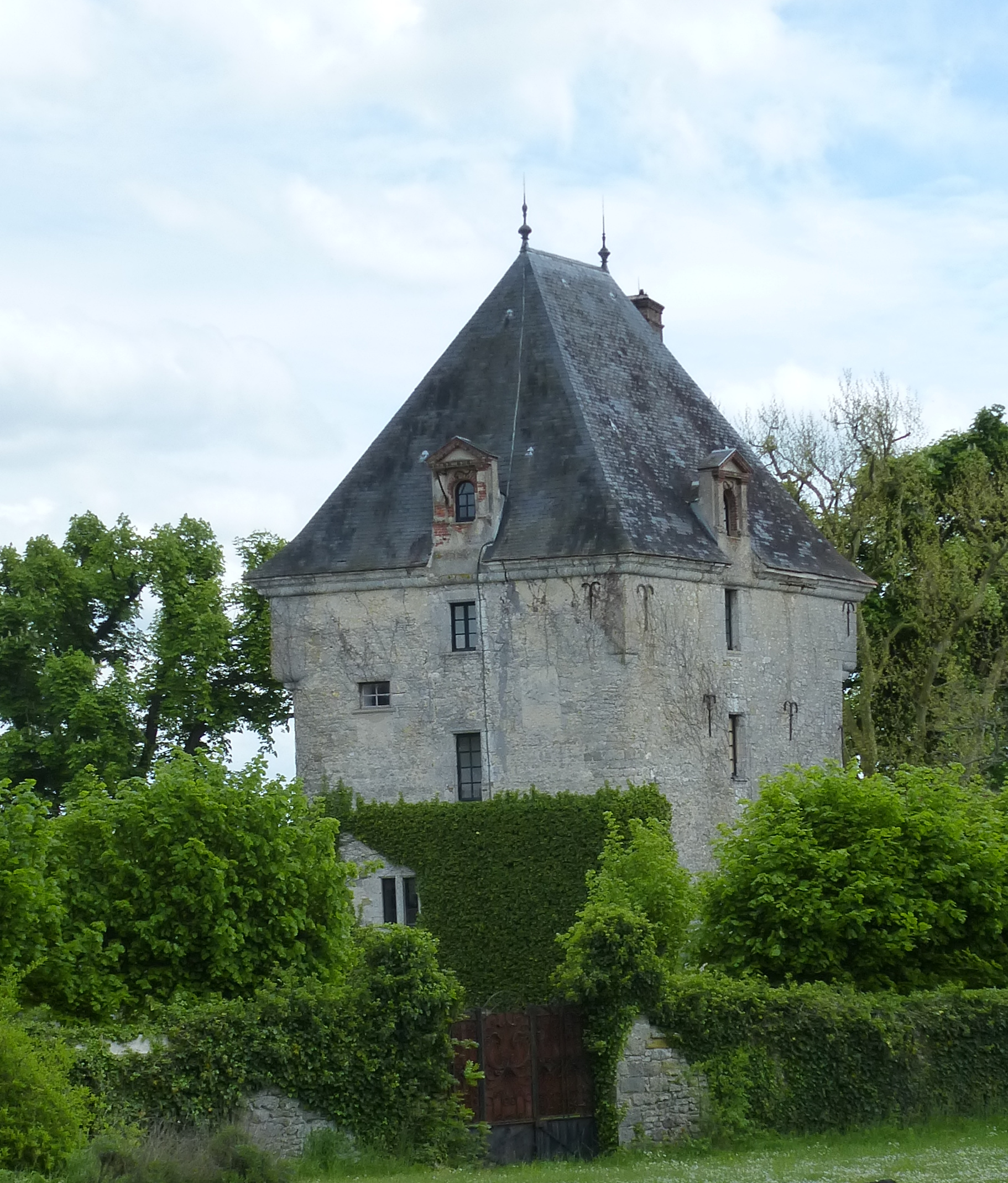
Turmgebäude der früheren Priorei